# Iljuschin Il-18 (1946)
Die Iljuschin Il-18 (russisch Ильюшин Ил-18) aus dem Jahre 1946 ist ein viermotoriges Passagierflugzeug des sowjetischen Herstellers Iljuschin. Der Typ war mit einem einziehbaren Fahrwerk, Sternmotoren und einer Druckkabine ausgerüstet. Der Tiefdecker besaß ein konventionelles Leitwerk. Der Erstflug fand am 17. August 1946 statt.

## Entwicklung
Die Maschine beruht in ihrer Auslegung auf der Tupolew Tu-4 und ist mit deren zivilem Ableger Tupolew Tu-70 vergleichbar. Die Flugversuche, die bis zum 30. Juli 1947 andauerten, zeigten ein befriedigendes Flugverhalten. Das Projekt wurde trotzdem eingestellt. Als offizieller Grund wurde genannt, dass die eigentlich vorgesehen turboaufgeladenen Motoren des Typs ASch-73TK nicht rechtzeitig zur Verfügung standen. Weiterhin angeführt wurde der Umstand, dass die Tu-70 aufgrund der Verwendung von etwa 75 Prozent der Teile der in Großserie gefertigten Tu-4 günstiger gefertigt werden könnte. Wahrscheinlicher ist jedoch, dass die Luftfahrt in der damaligen UdSSR zu diesem Zeitpunkt einfach noch kein so großes Zivilflugzeug benötigte. Es wurde deswegen nur eine Maschine gebaut.

## Technische Auslegung
Die Il-18 wies einen runden Rumpfquerschnitt mit einem Durchmesser von 3,5 m auf. Im Gegensatz zur gleichzeitig entwickelten kleineren Il-12 verfügte sie jedoch über eine Druckkabine mit ovalen Fenstern. 
Die Tragflächen sind als Trapezflügel mit einer für Verkehrsflugzeuge hohen geometrischen Streckung von 12 ausgelegt worden, was eine hohe Flächenbelastung (bis 3400 N/m²) verursachte.
Für den Einsatz auf Langstrecken war die Il-18 mit einer umfangreichen Enteisungsanlage ausgerüstet worden. Die Nasenkanten der Tragflächen wurden mit Triebwerksabgasen beheizt. Für die Cockpitscheiben und die Propellerblätter gab es eine chemische Enteisung. Als Neuerung wurden die Nasenkanten des Leitwerks elektrisch enteist. Dafür waren vier Generatoren erforderlich.
Das Hauptfahrwerk besaß vier Räder und fuhr nach vorn in die Triebwerksgondeln ein. Das Bugfahrwerk war zwillingsbereift und fuhr nach hinten ein. Neuartig war damals, dass die Fahrwerksklappen nach dem Ausfahren des Fahrwerks wieder schlossen.
Ursprünglich sollte die Il-18 vier Dieseltriebwerke des Typs ATsch-71 erhalten. Noch vor der Konstruktion wurde aus den Erfahrungen der Flugerprobung der Il-12 entschieden, Benzin-Sternmotoren vom Typ ASch-73K mit Turboladern TK-19 zu verwenden.

## Flugerprobung
Der Prototyp wurde bis zum Sommer 1946 gebaut. Den Erstflug am 17. August 1946 führte der Testpilot Wladimir Konstantinowitsch Kokkinaki auf dem Moskauer Flughafen M. W. Frunse durch. Da die Turbokompressoren zu diesem Zeitpunkt noch nicht zur Verfügung standen, war die Flughöhe noch auf 2000 m begrenzt. Während der Flugerprobung wurde nachgewiesen, dass die Il-18 mit 42,5 t und einem ausgefallenen Triebwerk sicher steigen konnte. Mit einer Flugmasse von 36 t war es möglich, ohne Sinkflug zu fliegen. Am 3. August 1947 wurde sie auf der Luftparade in Tuschino öffentlich vorgestellt.
Nach der Entscheidung, die Il-18 nicht in Serie zu produzieren, kam der Prototyp bis 1950 für verschiedene Testprogramme zum Einsatz. Unter anderem wurde er als Schleppflugzeug des Lastenseglers Il-32 verwendet. Der Prototyp erhielt dazu das Luftfahrzeugkennzeichen СССР-Л1789.

## Technische Daten
| Kenngröße             | Daten                |
| --------------------- | -------------------- |
| Besatzung             | 5–6                  |
| Passagiere            | 66                   |
| Länge                 | 29,86 m              |
| Spannweite            | 41,10 m              |
| Flügelfläche          | 140 m²               |
| Flügelstreckung       | 12,1                 |
| Leermasse             | 28.490 kg            |
| max. Startmasse       | 42.500 kg            |
| Höchstgeschwindigkeit | 588 km/h             |
| Reichweite            | 2800 km              |
| Triebwerke            | 4 × Schwezow ASch-73 |
| Leistung              | je 1680 kW (2285 PS) |